# Сюткин, Павел Павлович (писатель)
Павел Павлович Сюткин (род. 1965) — российский писатель, теле- и радиоведущий, историк русской кухни, кандидат исторических наук.

## Биография
Родился в 1965 году. В 1987 году окончил МГИМО МИД СССР. В 1990 году защитил диссертацию на соискание учёной степени кандидата исторических наук. В 1990—2000-х годах работал в банковской и инвестиционной сферах, а также на государственной службе.
С начала 2010-х годов занимается исследованием истории русской кухни. Автор 8 книг об истории русской кулинарии и гастрономии. Обозреватель газеты «Коммерсантъ» Елена Чекалова так описала книгу «Непридуманная история советской кухни»: «Сюткины честно собрали свидетельства времени: история кухни — это ведь тоже история страны. Но не только. Это ещё история выживания каждой семьи и частной жизни вообще. Я уверена, что нет такого россиянина, который не найдёт в этой книжке блюд, что готовили мама или бабушка». Обозреватель журнала «Еда» Ксения Шустова назвала книгу «Непридуманная история русской кухни» «практически образцовым нон-фикшном о диалектике солянки и гречневой каши, композиционно построенном на последовательном разоблачении заблуждений и фантазий Вильяма Похлёбкина». Литературный критик Галина Юзефович писала: «Историки Ольга и Павел Сюткины пытаются очистить русскую кухню от позднейших (преимущественно советских, общепитовских) напластований и перевести древнюю, загадочную отечественную кулинарную азбуку на современный язык».
В 2015 году книга «CCCP CookBook: True Stories of Soviet Cuisine» вошла в The New York Times Book Review. Как отмечала газета The Guardian, «книга Ольги и Павла Сюткиных продолжает тенденцию интереса к советской кухне, предлагая рецепты классических блюд той эпохи. И одновременно, углубляясь в прошлое блюд, чтобы предложить культурную историю СССР через его пищу: от сталинской пропаганды яичного порошка до жареного поросенка, оскорбившей Хрущева».
Сюткин (вместе с соавтором О. А. Сюткиной) является лауреатом премий «Gourmand World Cookbook Awards 2014» в номинации «Лучшая книга по истории кухни», «Food Show Awards 2018» в номинации «За продвижение истории русской гастрономии», «Gourmand Best of the Best 25» (2020) в номинации «Гастрономическое наследие».
С 2013 года является соведущим нескольких программ о кулинарии на радио «Маяк». Также является частым гостем аналогичных передач на «Радио России», «Вести ФМ», «Радио Sputnik», «Радио Комсомольская правда».
Постоянный эксперт программ «Живая еда» на телеканале «НТВ» и «Еда с историей» на «ТВ Центр».
В 2018 году стал продюсером документального сериала «История русской еды» на телеканале «Культура».
Был послом России на Всемирной выставке EXPO-2015 в Милане.
Член комиссии по гастрономическому туризму при Ростуризме. Член комитета по гастрономическому туризму Российского союза туриндустрии.